# Liogenys obscura
Liogenys obscura är en skalbaggsart som beskrevs av Blanchard 1851. Liogenys obscura ingår i släktet Liogenys och familjen Melolonthidae. Inga underarter finns listade i Catalogue of Life.